# Guerricaiz
Guerricaiz (en euskera Gerrikaitz) es una entidad de población española del municipio de Arbácegui y Guerricaiz, perteneciente a la provincia de Vizcaya, en la comunidad autónoma del País Vasco.

## Historia
Hacia mediados del siglo XIX, el lugar, por entonces con ayuntamiento propio, tenía contabilizada una población de 320 habitantes. Aparece descrito en el noveno volumen del Diccionario geográfico-estadístico-histórico de España y sus posesiones de Ultramar de Pascual Madoz con las siguientes palabras:

GUERRICAIZ: v. con ayunt. en la prov. de Vizcaya (á Bilbao 6 leg.), part. jud. de Marquina (2), aud. terr. de Burgos (30), c. g. de las Provincias Vascongadas (á Vitoria 10), dióc. de Calahorra (18): tiene el 16.º voto y asiento entre las villas en las juntas generales de Guernica y contribuye por 40 1/2 fogueras. sit. á la falda N. del monte Oiz y á la parte S. del r. que baja de dicha sierra. clima frio y propenso á catarros y afecciones de pecho. La pobl. se halla dividida entre el casco de la v. que consta de 28 casas, los barrios de Jotorica, Uriona, Oquiz y Bereño que reunen 40: hay ademas casa consistorial, cárcel, escuela que sostiene con Arbacegui, dotada con 2,000 rs. y concurrida por 53 niños y 12 niñas. La igl. parr. bajo la advocacion de Sta. Maria, está servida por 2 beneficiados perpetuos con título de curas, y por un sacristan sacerdote: hay una ermita dedicada á San Cristobal, la cual se halla sobre el monte Oiz: para beber y demas usos domésticos existen dos fuentes. El térm. confina N. y E. Arbacegui; S. Verriz y Garay (part. jud. de Durango); O. Mendata; siendo como de 3 leg. su circunferencia, dentro de la que estan los montes Oiz y Gaztiburu, muy poco poblados de árboles. El terreno es bastante escabroso; corren por él 3 riach. que bajan de los dichos montes y uniéndose á corta dist. desaguan en el puerto de Lequeitio. caminos: ademas de la carretera que se construye en direccion á esta v., existe otro que conduce á Durango, en mediano estado: hay una venta. El correo se recibe del último espresado pueblo los domingos, miércoles y viernes, y sale en los dias siguientes. prod.: trigo, maiz, patatas, judias, castañas, alubias y toda clase de frutas: cria ganado vacuno, lanar y de cerda, caza de liebres, perdices y codornices, y pesca de anguilas y truchas. ind.: un molino harinero. pobl.: 68 vec., 320 alm. riqueza y contr. (V. Marquina, part. jud.). El presupuesto municipal asciende á 3,962 rs. que se satisfacen con 3,902 producto de sus arbitrios, y el resto por repartimiento vecinal. Historia. Esta pobl. fué fundada con el nombre de Munditibar por el conde D. Tello, señor de Vizcaya, en el valle llamado tambien de Guerricaiz, como se colige de su privilegio dado en Miranda de Ebro á 4 de octubre de 1366, el cual fue confirmado por varios reyes de Castilla. Por una carta de amparo, dada á los pobladores por el infante D. Juan en Burgos á 17 de febrero de 1372, consta haber impedido la fundacion de esta v. en Munditibar por los diviseros de Sta. Maria de Cenarruza, y haber sido edificada en Ajoravide, en el solar de Juan de Durango. D. Tello dió á los pobladores 8 casas labrodariegas y 10 solares mortuorios con permiso para que «fagan una igl. de Sta Maria.... que hayan enterramiento.... y usen en ella..... como usan en la igl. de la dicha mi v. de Tavira de Durango.» Esta advocacion tiene en efecto la parroquia.
(Madoz, 1847, p. 71)

En la actualidad, pertenece al municipio de Arbácegui y Guerricaiz.

## Geografía humana

### Demografía
| Gráfica de evolución demográfica de Guerricaiz entre 1842 y 1877 |
| |
| Población de derecho según los censos de población del INE Población de hecho según los censos de población del INEEntre el censo de 1887 y el anterior, este municipio desaparece porque se agrupa en el municipio 48007 (Arbácegui y Guerricaiz) |

## Patrimonio
Hay en el lugar una iglesia de la Natividad de Nuestra Señora.